# Анастасий I Антиохийски
Вижте пояснителната страница за други личности с името Анастасий I.
Анастасий I Синаит (на средногръцки: Αναστάσιος Α΄ Σιναΐτης) е светец (21 или 20 април ст. стил) е Антиохийски патриарх от 559 г. Защитава православните догми от църковната политика на император Юстиниан I, който е привърженик на монофизическата секта на Юлиан Халикарнаски. Император Юстин II го заточава през 570 г. и едва император Маврикий, по ходатайство на неговия приятел Григорий, бъдещия му приемник, го връща на патриаршеския трон в 593 година, който заема до смъртта си.